# Янченко Анатолій Якович
Анато́лій Я́кович Я́нченко (нар. 1936, м. Немирів, Вінницька область) — †2014, м. Київ) — український письменник.

## Біографія
Народився 8 січня 1936 року в м. Немирові на Вінниччині у родині службовців. На батьківщині закінчив школу та педагогічне училище. Учителював, працював у районних газетах Вінницької області. Згодом закінчив філологічний факультет Чернівецького університету (1963) та Вищу партійну школу при ЦК Компартії України в Києві (1966). Працював завідуючим відділом критики газети «Літературна Україна», завідуючим редакцією критики видавництва «Дніпро». Наприкінці 70-х – заступник головного редактора журналу «Дніпро», заступник головного редактора всеукраїнської фермерської газети «Наш час».

Помер 29 серпня 2014 р. в Києві.

## Літературна діяльність
Прозаїк, сатирик-гуморист, критик.

Автор книжок повістей та оповідок «Постріли в пісню» (1982), «Завтра буде день» (1984), «Толока» (2008), збірки літературних пародій та епіграм «Козу водили» (1990), «На українському Олімпі, або Наші хлопці і одна…» (у співавторстві з В. Солоньком, 1996), гумору і сатири «Серце з перцем» (2012), багатьох літературно-критичних статей, оглядів, рецензій у періодиці.
Член СПУ з 1978 р.